# Война Кьоджи
Война Кьоджи (ит. Guerra di Chioggia) — кульминация многолетнего противостояния Венецианской и Генуэзской республик за господство в Средиземноморье. Война, шедшая с 1378 по 1381 годы, закончилась переделом сфер влияния.

## Соперники

### Союзники Генуи
Союзниками Генуи являлись королевство Венгрия и Падуя. Венгерский король Людовик I завоевал бывшую венецианскую Далмацию, и с 1379 года венгерские войска угрожали с суши самой Венеции с севера. Падуанские войска перерезали коммуникации Венеции с запада. Также союзниками Генуи являлись Аквилейский патриархат и герцог Австрии Леопольд III.

### Союзники Венеции
Наличие у Венеции в качестве союзника Бернабо Висконти из Милана не особо ей помогало, однако его наёмники вторглись на территорию самой Генуи. Венеция могла не обращать внимания на угрозу с суши, пока держала моря открытыми для своей торговли и била генуэзцев в Леванте. Однако в 1379 году войска Висконти были разбиты у Валь Бизаньо. В 1385 году Бернабо Висконти был свергнут своим племянником Джан Галеаццо Висконти.
Венецию поддерживал Иоанн V Палеолог, император Византии. С помощью генуэзцев в 1376 году Андроник IV сверг Иоанна, но в 1379 году венецианцы восстановили его на троне.

## Предпосылки
Византийскому императору Иоанну V отчаянно требовались деньги, он погряз в долгах и его сокровищница пустовала. Когда он в 1370 году приехал в Венецию, то попал в долговую тюрьму, а в Константинополе регентом вместо него стал его сын Андроник. Чтобы выкупить отца, младший сын Мануил отправил в Венецию собственные драгоценности.
В 1375 году из Венеции в Константинополь отправилось посольство, а в марте 1376 вслед за посольством последовал военный флот под командованием Марко Джустиниани. Флот пришёл с ультиматумом: если Иоанн желает жить в мире с Венецией, то должен погасить основные долги и отдать в залог остров Тенедос, прикрывающий вход в Дарданеллы. Получив этот остров, венецианцы были готовы простить значительную часть долгов и вернуть драгоценности Мануила. Если бы Иоанн отказался принять эти условия, то ему пришлось бы расстаться с троном. Венецианцы требовали остров (которым уже владели в 1352 году), так как в связи с захватом Кипра Генуей Венеции остро требовались новые гавани в Восточном Средиземноморье. Иоанн принял венецианские условия, попросив только позволения вывешивать на острове знамя империи наравне с венецианским и сохранить там влияние православной церкви под властью византийского патриарха.
В ответ на это генуэзцы просто взяли и сместили непопулярного императора, и посадили на трон Византии Андроника. Новый император поспешил отдать Тенедос генуэзцам. Однако местный губернатор остался верен Иоанну и наотрез отказался признавать власть Андроника. Перед этим он успел получить официальное известие о соглашение с Венецией, и когда вскоре после генуэзцев туда прибыл флот Марко Джустиниани, то венецианцам устроили торжественную встречу и вверили им свою судьбу. Генуэзцы пожаловались Андронику, что остров отказывается выполнять его распоряжения, и император, опасаясь потерять поддержку Генуи, приказал арестовать представителей венецианского купеческого сообщества.
Начались переговоры между Венецией, Генуей и Константинополем. Генуя заявила Венеции, что не отвечает за посягательства на жизнь и имущество венецианцев в Византии. Венеция дала понять Генуе, что не будет обсуждать спорные вопросы по этому региону, пока власть не будет возвращена законному императору. Ещё один венецианский адмирал — Пьетро Мочениго — отправился к Константинополю требовать освобождения венецианских купцов, а в случае отказа — быстро сместить Андроника, даже если бы для этого пришлось прибегнуть к помощи турецкого султана. Однако вскоре после отъезда Мочениго до Венеции дошёл слух, что к Константинополю вышли генуэзские галеры, и ему вслед срочно были отправлены новые инструкции.

## 1378 год
22 апреля 1378 года Витторио Пизани был назначен командующим флотом Венецианской республики. Уже 30 мая венецианский флот встретился с генуэзским у мыса Анцио. В этой битве под проливным дождём с генуэзской стороны участвовало 11 галер, с венецианской — 10. Венецианцы захватили 5 генуэзских галер, на одной из которых находился сам генуэзский адмирал Луиджи де’Фиески, остальные 6 генуэзских галер разбились о скалы. Услышав о поражении, жители Генуи штурмом взяли дворец, сместили своего дожа и посадили на его место другого.
Пизани совершил стратегическую ошибку. Он не стал входить в Геную, сочтя свою эскадру слишком слабой, а отправился в Левант. Оттуда он вернулся в Адриатику, где захватил города Каттаро и Себенико. Ему позволили вернуться на зиму в Венецию, но он отказался и остался зимовать в Пуле.

## 1379 год
Зимовка в Далмации, возможно, была ошибкой Пизани. После полугода в море команды так и не получили возможности увидеться с родными; корабли требовали починки — а зимние условия им на пользу не шли. Весной Пизани также отказался вернуться в Венецию, а 7 мая 1379 года к Поле подошёл генуэзский флот из 25 судов. Сначала Пизани не хотел принимать бой, рассчитывая дождаться эскадры Карло Дзено из Восточного Средиземноморья, но капитаны и команды судов его эскадры обвинили его в трусости, и ему пришлось выйти в море. Результатом стал полный разгром венецианского флота: враг не захватил и не потопил лишь шесть галер, сумевших укрыться в порту Паренцо. Пизани был вызван в Венецию, обвинён в плохом наблюдении за окрестностями гавани, отстранён от командования, приговорён к шестимесячному заключению, и ему в течение пяти лет было запрещено занимать любую должность. Однако генуэзский адмирал Лучано Дориа сам пал в битве, и поэтому генуэзскому флоту приходилось терять время и ждать прибытия нового командующего, стоя за портом Лидо. Тем временем с суши Венеции стал угрожать Франческо I да Каррара из Падуи, появившийся на побережье лагуны с 5000 венгров, присланных королём Людовиком.
Венецианцы назначили командовать обороной Леонардо Дондоло, дав ему звание «генерала Лидо». Командование сухопутными силами отдали кондотьеру Джакомо де Кавалли, подошедшему с 4000 всадников, 2000 пехоты и большим количеством арбалетчиков. Венецианские приготовления закончились вовремя: 6 августа флот из 47 генуэзских кораблей, под командованием недавно назначенного адмирала Пьетро Дориа, появился под Кьоджей.
16 августа, после героической обороны, унёсшей немало жизней как венецианцев, так и генуэзцев, Кьоджа пала. Генуэзцы соединились с венграми и падуанцами, замкнув блокаду Венеции. В связи с тем, что от Карло Дзено и его флота не было никаких вестей, а без них одолеть врага в открытом бою надежды не было, Венеция приняла решение начать переговоры об условиях сдачи. Однако Каррара отказался гарантировать неприкосновенность послов, в результате чего Венеция оказалась в абсурдном положении: она не имела возможности ни заключить мир, ни продолжать войну. Оставалось только держать оборону в надежде продержаться до прибытия Дзено. Под народным давлением из тюрьмы был выпущен Витторо Пизани, назначенный командующим обороной.
Пизани мгновенно собрал гигантскую сумму денег. С большой скоростью было выстроено 40 галер. Молниеносно возводились новые укрепления. Видя это, осаждающие войска теряли боевой дух.
Осаждающие войска сами оказались в осаде: Кьоджа была почти сухопутным городом, с водой её связывали всего три канала. Ночью 21 декабря 1379 года венецианцы сумели затопить в этих каналах суда с камнями, в результате чего генуэзский флот оказался запертым в бухте.

## 1380 год
1 января 1380 года наконец-то прибыл Карло Дзено со своим флотом. Вскоре он сумел открыть путь для поставок провизии в Венецию. 6 января венецианская пушка разрушила колокольню Бродндоло, и упавшими обломками убило генуэзского адмирала Пьетро Дориа. Его наскоро выбранным преемником стал Наполеоне Гримальди, который в отчаянии попытался вырыть новый канал из гавани Кьоджи.
В апреле новый генуэзский флот под командованием Марко Маруффо захватил Тадео Джустиниани и 12 кораблей, на которых он вёз зерно из Сицилии в Венецию. Пизани и Дзено чудом удалось избежать открытого сражения с Маруффо, и не допустить соединения его сил с осаждёнными в Кьоджо соотечественниками. Маруффо отступил и высадился в Далмации. 24 июня 4000 умирающих от голода генуэзцев, отчаявшись получить помощь, сдались, не выставляя условий.
Осталось разобраться с эскадрой Маруффо. После нескольких недель безуспешных поисков Пизани нашёл дюжину генуэзских галер у побережья Апулии. Им удалось сбежать, но в бою Пизани был тяжело ранен. Флот вернулся в Манфредонию, где 13 августа Пизани скончался. Новым главнокомандующим стал Карло Дзено.
Пока Дзено вёл широкую но малоуспешную кампанию на море, венецианцы решили покончить с делами на суше. Так как сухопутные владения им были не особенно нужны, но отдавать их ненавистному Карраре не хотелось, то их решили отдать герцогу Австрийскому с условием, что он оккупирует их своими силами от имени Венецианской республики. Перед угрозой превосходящих австрийских сил Карраре пришлось отступить.

## Туринский мир
При посредничестве графа Савойи Амадея VI начались мирные переговоры в Турине. Венеция, как победившая сторона, заявила о праве выдвигать условия, но в конечном итоге условия были приняты совсем не такие, на которые мог бы рассчитывать победитель. От Каррары Венеция получила обратно крепости вокруг лагуны, необходимые для защиты, но пришлось официально отречься от Далмации и острова Тенедос, послужившего непосредственным поводом для войны. Их забрал Амадей VI Савойский, чтобы распорядиться ими по своему усмотрению.
В итоге в этой войне ни Венеция, ни Генуя ничего не выиграли. Настоящими победителями стали теневые фигуры: король Венгрии и герцог Австрийский. Однако со временем стало ясно, что победа Венеции была значительнее, чем казалось вначале. После войны Генуя пришла в упадок: её система управления начала рушиться, её раздирала на части борьба фракций. Больше никогда Генуя не представляла угрозы для резко усилившейся Венеции.